# Emil Reimann (Unternehmer, 1836)
Emil Albert Reimann (* 24. Januar 1836 in Pforzheim; † 19. Januar 1918 in Ludwigshafen) war ein deutscher Kaufmann und Chemie-Unternehmer.

## Leben
Emil Albert Reimann ist der zweitälteste Sohn von Karl Ludwig Reimann und seiner Frau Elise geb. Benckiser (1813–1890). Sein Großvater Johann Adam Benckiser ist der Begründer der Joh. A. Benckiser GmbH in Ludwigshafen am Rhein.
Der zu Karl Ludwig Reimanns Nachfolge vorgesehene älteste, als Chemiker promovierte Sohn August (1834–1915) erkrankte kurz nach seiner Heirat 1869 mit Clara Diffené – einzige Tochter des langjährigen Mannheimer Ersten Bürgermeisters Heinrich Christian Diffené – unheilbar an schwerem Verfolgungswahn und konnte die Nachfolge nicht antreten. Nach Karl Ludwig Reimanns Tod 1872 übernahm bis 1876 sein drittgeborener Sohn Arthur (1841–1929) die Leitung der Ludwigshafener Firma, ehe Emil Reimann – ein weitgereister und weltoffener Kaufmann – die Firma in der zweiten Generation leitete. In der Zeit von 1876 bis 1878 vergrößerte Reimann die Kapazität des Werkes von 200 auf 600 Jahrestonnen Weinsäure und erzielte erhebliche Überschüsse. In den Jahren 1884 bis 1889 errichtete er auf dem Ludwigshafener Gelände Dörrhorst ein zweites Werk in dem Mineralsäure und Sulfat sowie Pottasche, Chlorkalium und schwefelsaures Kali hergestellt wurde. Diese Initiative erwies sich jedoch wenige Jahre später als Fehlschlag.
Einer seiner Nachfolger wurde 1896 sein Sohn Albert Reimann senior, der in München im Fach Chemie promoviert hatte. Später kam noch Enkel Albert Reimann junior hinzu. Heute ist die Unternehmerfamilie Reimann eine der wohlhabendsten Familien Deutschlands.
Emil Reimann war verheiratet mit Emma geb. Majer (1844–1923) und hatte drei Kinder, Tochter Anna Bertha Emma, kurz Berta (1869–1945) und die Söhne Adolf (1871–1917, durch Suizid) und Albert senior.
Emil Reimann fand seine letzte Ruhestätte auf dem Bergfriedhof Heidelberg.

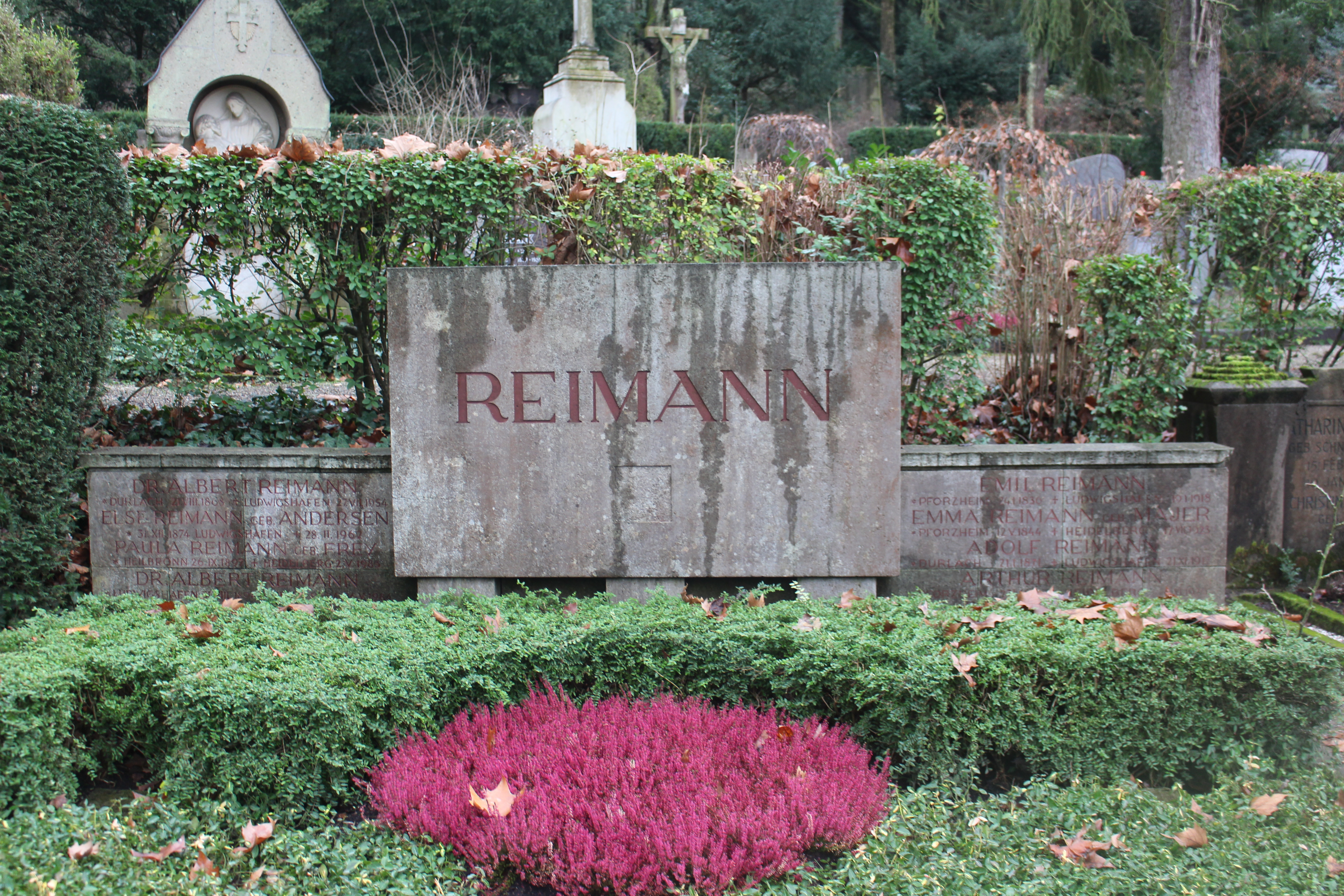
Grabstätte von Emil Reimann und Familie, Bergfriedhof Heidelberg